# Samaritan Girl
Samaritan Girl (Koreanska: 사마리아; RR: Samaria) sydkoreansk dramafilm från 2004 med manus och regi av Kim Ki-duk med bland andra Han Yeo-reum, Kwak Ji-min och Lee Eol i huvudrollerna.

## Handling
För att få råd med drömmen om att resa till Europa börjar tonårsflickan Jae-Young sälja sig till äldre män. Utan att lägga in några moraliska värderingar ser hon det som ett roligt och lönsamt sätt att tjäna snabba pengar. Hennes jämnåriga väninna Yeo-Jin är mer tveksam men hjälper ändå henne genom att  ordna kunder och hålla vakt utanför porten. En dag går emellertid allt oerhört fel och rollerna kastas om. När också hennes pappa får reda på vad som försiggått blir han besatt av hämnd på de som utnyttjat dottern ser allt mörkare ut än när det hela startade.

## Rollista (i urval)
| Roll                                      | Skådespelare |
| ----------------------------------------- | ------------ |
| Han Yeo-reum (krediterad "Seo Min-jeong") | Jae-yeong    |
| Kwak Ji-min                               | Yeo-Jin      |
| Lee Eol                                   | Yeong-ki     |
| Kwon Hyun-min                             | Affärsmannen |
| Oh Yong                                   | Musikern     |